# Kolvstång

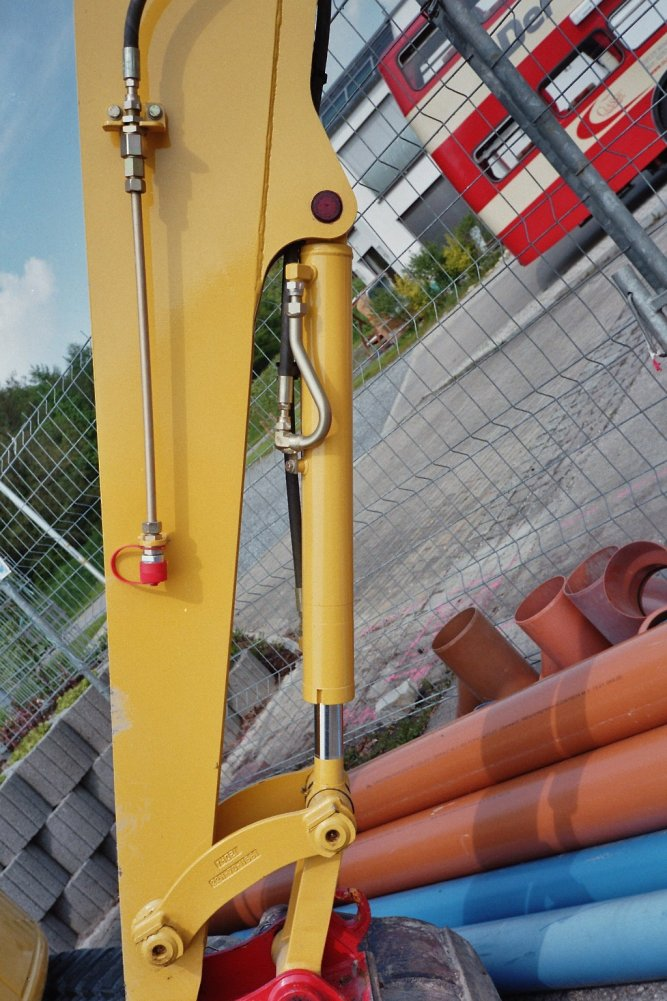
En hydraulcylinder med förkromad kolvstång.

Kolvstång är en stång som sammanbinder en lagringspunkt och en kolv. Kolvstänger används i bland annat tvärstycksmotorer, hydraulcylindrar och bearbetningsmaskiner. De flesta förbränningsmotorer, framförallt motorer som sitter i dagens bilmodeller använder sig dock inte av kolvstänger, istället använder de sig av vevstakar.